# Banjo
Das Banjo ist ein Zupfinstrument. Als Resonanzkörper der Langhalslaute dient ein runder Schichtholzrahmen, der mit einer Membran aus Fell oder Kunststoff bespannt ist. Die Membran lässt sich über einen Metallreif und Spannschrauben spannen. Das Banjo verfügt über einen langen Hals mit Bünden, war in seiner Urform jedoch bundlos. Banjos haben vier bis acht Saiten.
Entwickelt wurde das auch als Spieß-Zargenlaute klassifizierbare Banjo von westafrikanischen Sklaven, die in die Neue Welt verschifft wurden. Sie brachten schmale hölzerne Binnenspießlauten vom Typ xalam (auch ngoni) mit. Das am nächsten verwandte afrikanische Musikinstrument ist die runde Kalebassen-Spießlaute akonting. Die erste Erwähnung eines Banjo-Vorläufers auf den Antillen mit dem Namen banja und einem Kalebassenkorpus stammt aus dem Jahr 1687.

## Bauform und Spielweise

### Fünfsaitiges Banjo

Fünfsaitiges Bluegrass-Banjo

Beim fünfsaitigen Banjo geht die oberste Saite (Chanterelle) nicht über die volle Länge des Halses, sondern läuft zu einem beim fünften Bund angebrachten Stimmwirbel. Diese Saite klingt höher als alle anderen Saiten des Instruments (ähnlich wie bei der Ukulele). Gängige Stimmungen für 5-String-Banjos sind g-D-G-c-d (modal), g-C-G-c-d (Double C). Im Bluegrass wird meist die offene Stimmung g-D-G-H-d verwendet.
In der Hillbilly- und Minstrel-Musik (Old-Time) wird das fünfsaitige Banjo meist im Clawhammer-Stil gespielt. Die Saiten werden mit dem Daumen und dem Nagel des Mittelfingers (einige wenige Spieler benutzen stattdessen den Zeigefinger) in der Abwärtsbewegung geschlagen. Kommerziell sehr erfolgreiche Exponenten dieses Stils waren Uncle Dave Macon, einer der ersten Stars der Grand Ole Opry, und sein Schüler David Akeman („Stringbean“).
Bis zur Mitte des 19. Jahrhunderts war das Banjo ein folkloristisches Instrument der ländlichen Bevölkerung, es gab fast keine Noten, gelernt wurde es hauptsächlich durch Überlieferung. Briggs’ Banjo Instructor von 1855 gibt Aufschlüsse über die damaligen Stimmungen, Saiten und Spieltechnik.
Um 1860 entstand ein neuer Stil, der bei der städtischen Bevölkerung in Nordamerika und in England populär wurde: Das Banjo wurde nun gezupft wie die Gitarre, und es entstand eine umfangreiche Literatur. Benutzt wurden Banjos mit Darmsaiten, die Standardstimmung war g-C-G-H-d. Rückwirkend wird dieser Stil heute Classic Banjo genannt. In den 1920er Jahren ließ das Interesse an dieser Musik nach.
Der guitar-style, auch 3-finger-style, wurde in den Südstaaten von der Volksmusik assimiliert, Charlie Poole ist ein prominentes Beispiel. Aus dem 3-finger-style entwickelte sich in den 1940er Jahren der Scruggs-style (siehe Snuffy Jenkins, Earl Scruggs, Don Reno).
In der Bluegrass-Musik spielt man das fünfsaitige Banjo hauptsächlich im sogenannten Scruggs-Stil. Scruggs spielte Arpeggios, bei denen die melodiewichtigen Noten betont werden. Dabei werden die Saiten mit Daumen, Zeige- und Mittelfinger gezupft. Um die Lautstärke und Brillanz zu erhöhen, werden Fingerpicks verwendet.
Bluegrass-Banjos haben auf der dem Musiker zugewandten Seite einen hölzernen Resonator. Der Resonator reflektiert den Klang gegen den Zuhörer und erzeugt zusammen mit dem Tonring eine höhere Lautstärke und zusätzliche Obertöne. Old-Time-Banjos sind auf der Rückseite offen (englisch open-back), weswegen sie obertonärmer klingen.

#### Spieler des fünfsaitigen Banjos

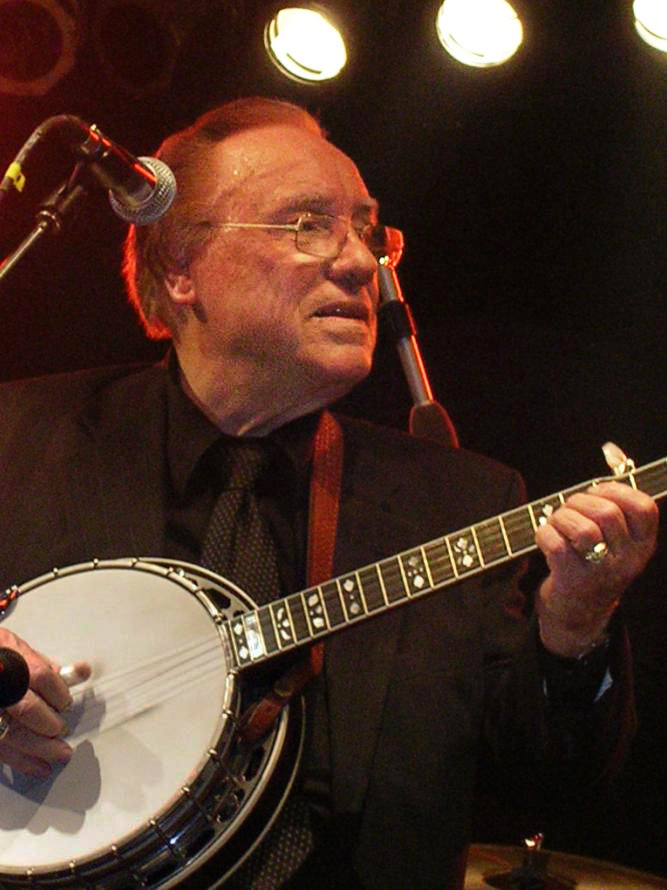
Earl Scruggs 2005

Um 1945 revolutionierten Don Reno und Earl Scruggs unabhängig voneinander die Rolle der fünfsaitigen Banjos. Inspiriert durch Snuffy Jenkins entwickelten sie das, was später als „Bluegrassbanjo“ benannt wurde.
Bobby Thompson und Bill Keith erweiterten diesen Stil, sie wollten Bluegrass Fiddle Tunes originalgetreu wiedergeben.
Ein weiterer Exponent war Tony Trischka, der kurzfristig als Lehrer von Béla Fleck fungierte.
International bekannte Banjo-Spieler sind oder waren Derroll Adams, Earl Scruggs, Pete Seeger, der auch ein Lehrbuch über das Banjo-Spiel verfasst hat, und Béla Fleck, der das stilistische Spektrum des Banjos erheblich erweiterte. Weitere bekannte Banjospieler sind Bill Keith, Alison Brown und Tim Allan. Auch der amerikanische Schauspieler Steve Martin gilt als guter Banjospieler, daneben beispielsweise auch Les Claypool (Primus), Peter Tork (The Monkees) und Rod Davis (The Quarrymen).
Im deutschsprachigen Raum verhalf unter anderem Rüdiger Helbig, der zwei deutschsprachige Lehrbücher zum Banjospiel veröffentlichte, dem Banjo zu Popularität.

### Viersaitiges Banjo

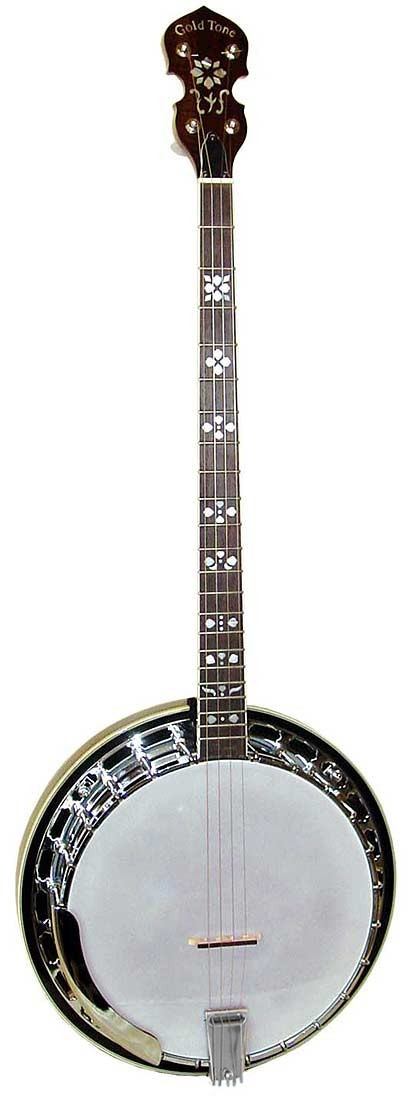
Viersaitiges Plektrumbanjo

Das viersaitige Banjo wurde vor allem in den Anfängen des Jazz (Dixieland) eingesetzt. Man unterscheidet
- Plektrumbanjo, 22 Bünde, gestimmt c-g-h-d', und
- Tenorbanjo, 17 oder 19 Bünde, gestimmt c-g-d'-a'.

Speziell in Irland wird das Tenorbanjo in der Stimmung G-d-a-e' gespielt. Während das Tenorbanjo im Jazz als Rhythmusinstrument eingesetzt wird, indem Akkorde geschlagen werden, kommt es in der irischen Musik vornehmlich als Melodieinstrument im Irish Folk zum Einsatz. Die Stimmung G-d-a-e' entspricht der Stimmung einer Geige, allerdings eine Oktave tiefer. Da die Stimmung damit eine Quarte tiefer ist als im Jazz, werden stärkere Saiten aufgezogen (z. B. 0,013 / 0,020 / 0,030 / 0,040 inch).
Auch beim Tenorbanjo wird ein unten offenes Modell (open-back banjo) von einem mit Holzboden (resonator banjo) unterschieden.

#### Spieler des viersaitigen Banjos
Bekannte irische Banjospieler sind Rob Schmidt (Flogging Molly), Barney McKenna (The Dubliners) oder Gerry O’Connor, im Traditional Jazz sind Dave Frey und Cynthia Sayer zu nennen.

#### Musikstücke mit Banjos
Eines der wenigen Musikstücke mit Banjos als tragendem Element der Melodie, die Eingang in die Charts fanden, ist das von den Village Stompers 1963 veröffentlichte Instrumentalstück Washington Square. Es erreichte Platz zwei in den Billboard Hot 100. Ein weiteres Beispiel ist das Stück Dueling Banjos des 1972 veröffentlichten mehrfach ausgezeichneten US-Kinofilm Beim Sterben ist jeder der Erste (englischer Originaltitel Deliverance).

## Verbreitung
Die fünfsaitige Urform des Banjos erfuhr eine Reihe von Weiterentwicklungen und Modifikationen, so etwa das Tenor- und Plektrumbanjo, das sechssaitige Gitarrenbanjo und das achtsaitige Mandolinenbanjo. Beim modernen Banjo besteht das Fell außerdem nicht mehr aus Leder, sondern aus Kunststoff, welcher stabiler gegenüber Luftfeuchtigkeits- und Temperaturschwankungen ist. Die Stimmwirbel, welche bei frühen Banjos einfache Holzdübel waren, sind heute meist durch Metallwirbel mit Planetengetriebe, seltener auch mit Schneckengetriebe, ersetzt worden.
Eine weitere bedeutende Entwicklung ist der von der Firma Gibson eingeführte Tonring. Dies ist ein Ring aus gegossenem Metall (häufig als Glockenbronze beworben), der auf dem Holzrahmen aufliegt und über den die Membran gezogen wird. Er ist entscheidend für die Klangausbildung verantwortlich.
Außer den klassischen vier- und fünfsaitigen Banjos gibt es noch weitere Ausbildungen, bei denen die Decke aus Fell oder Kunststoff ist und die Hälse von anderen Instrumenten entlehnt sind. So finden sich Gitarrenbanjos, Mandolinenbanjos und Ukulelenbanjos. Cello- und Bassbanjos dagegen haben eine verlängerte Mensur und einen größeren Rahmendurchmesser. Als eine Kreuzung des amerikanischen Banjos und der orientalischen Oud gilt die in den 1930er Jahren in der Türkei entwickelte Cümbüş.

## Historische Bilder

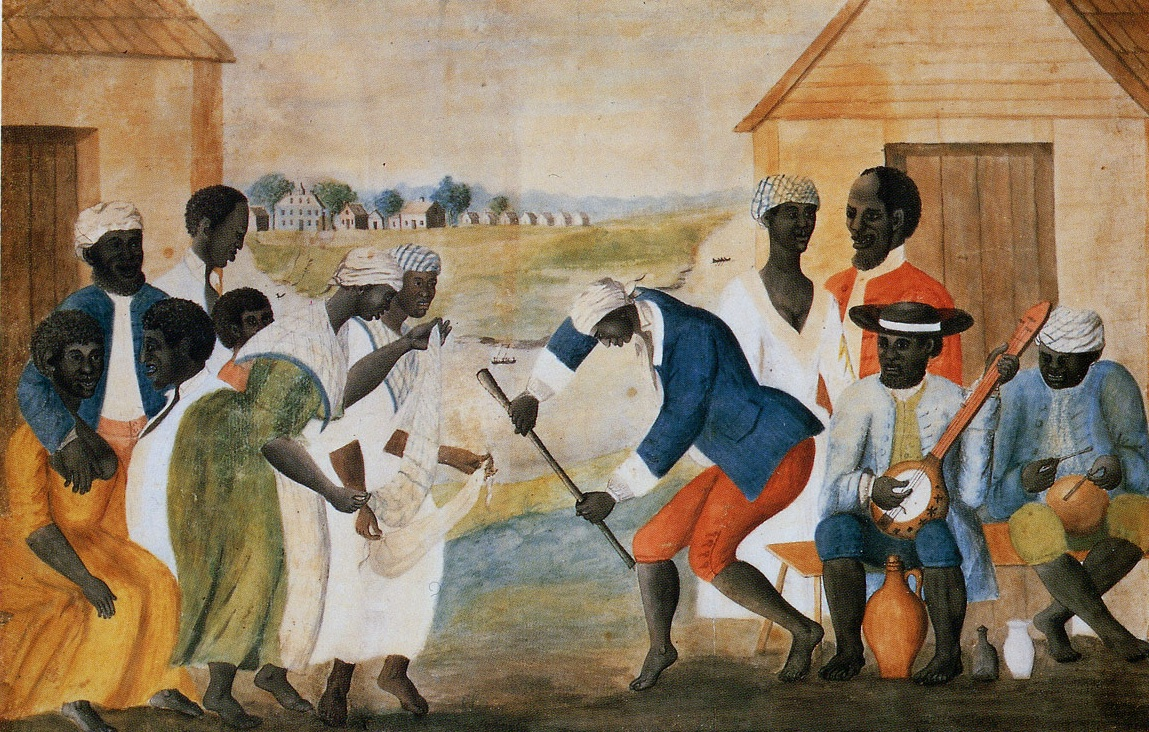
Um 1790
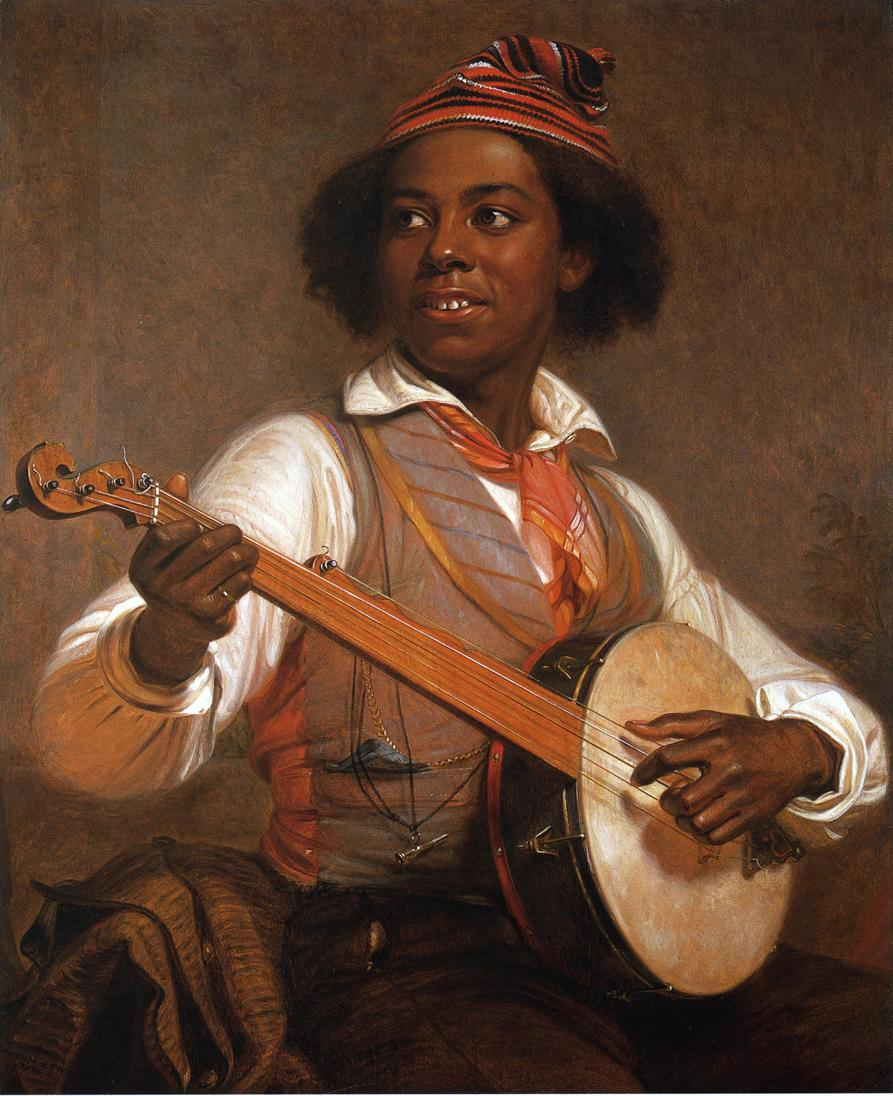
1856
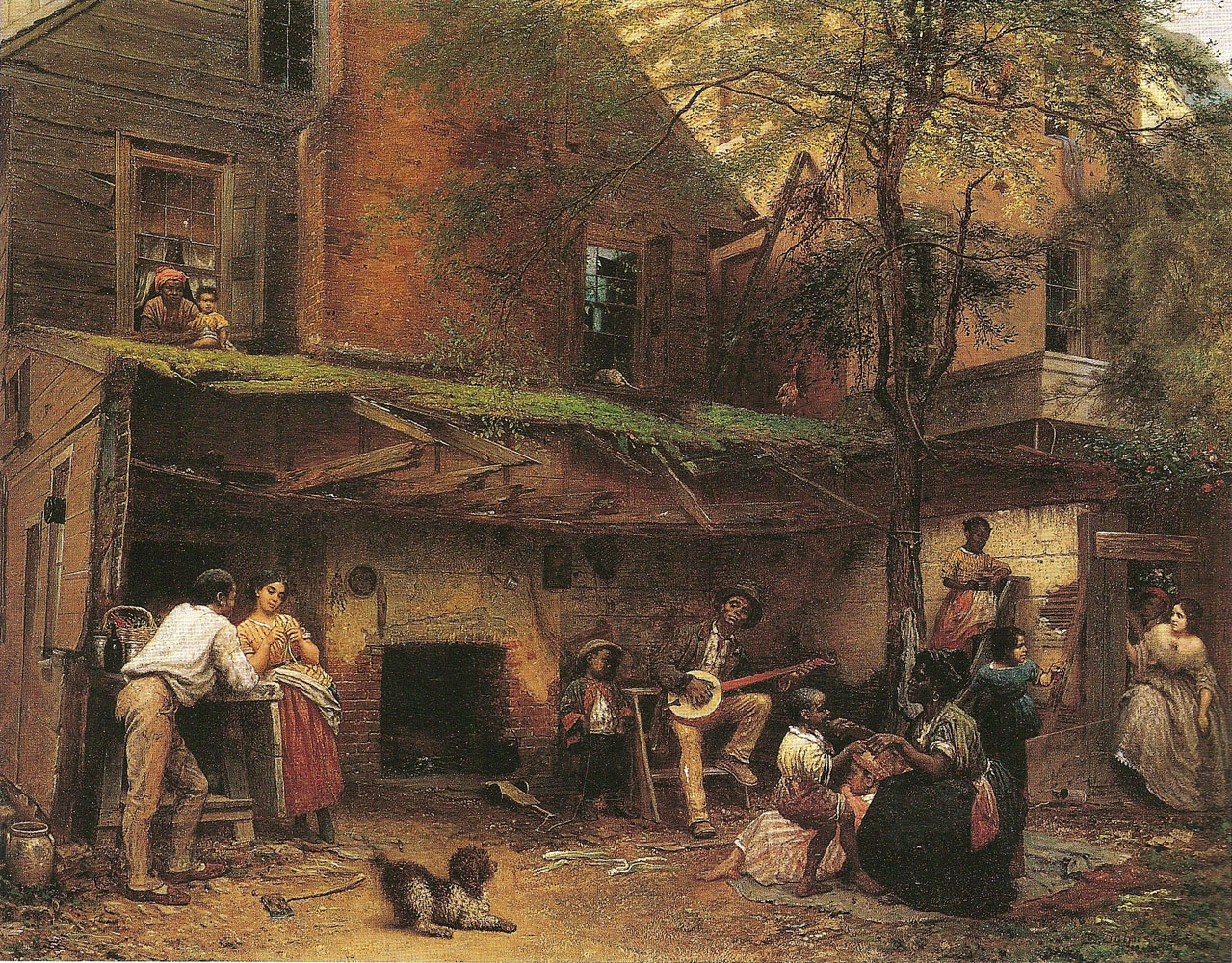
1859
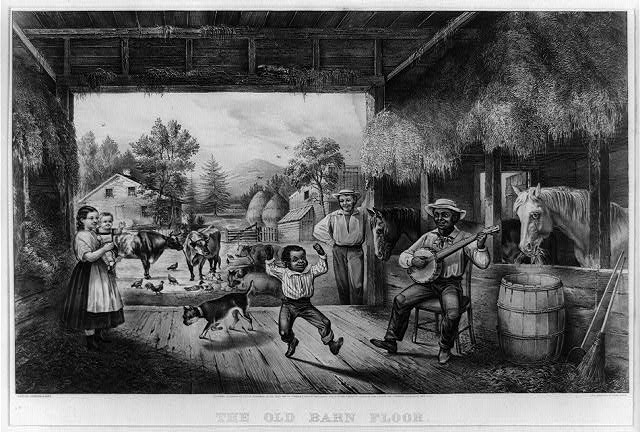
1868
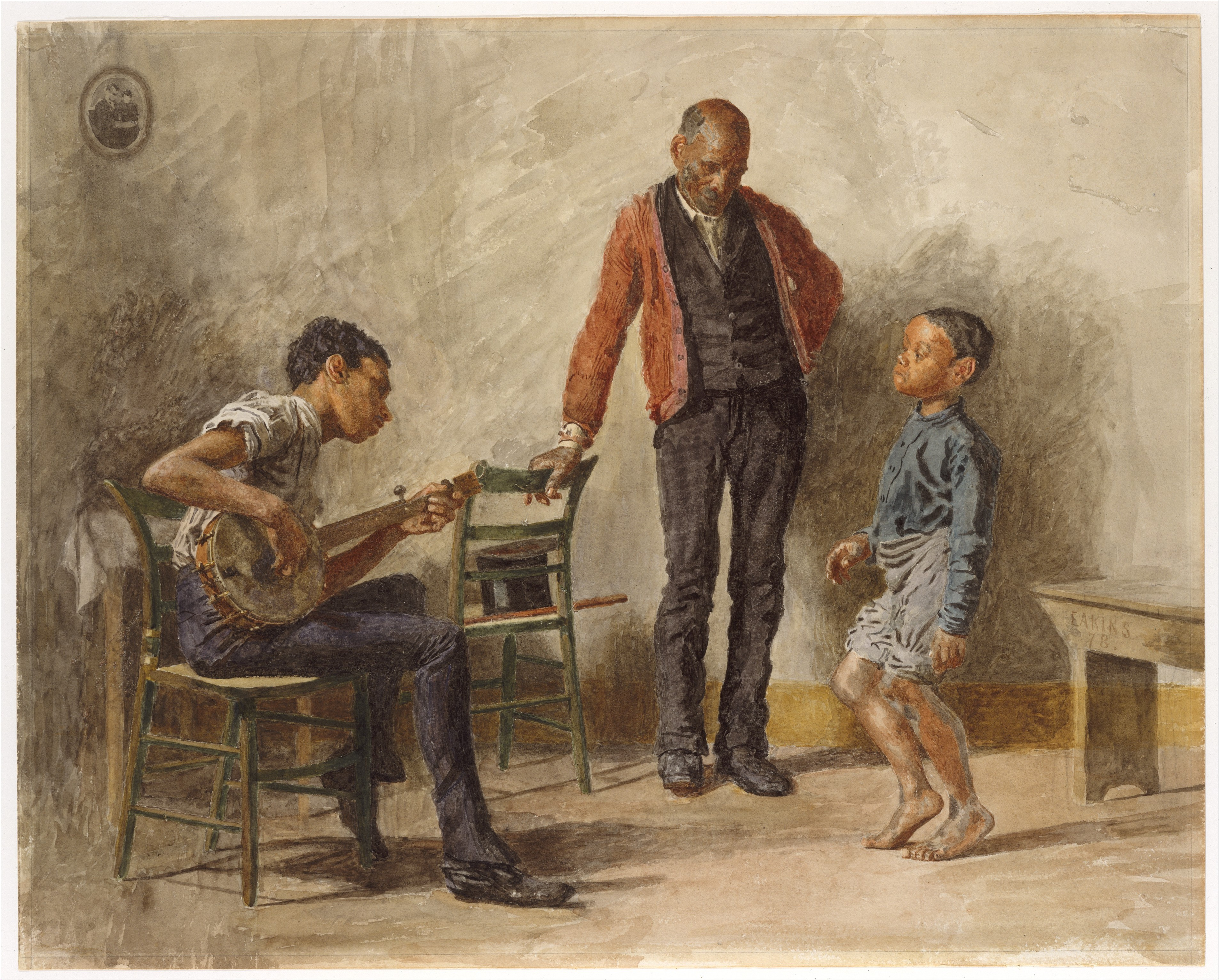
1878
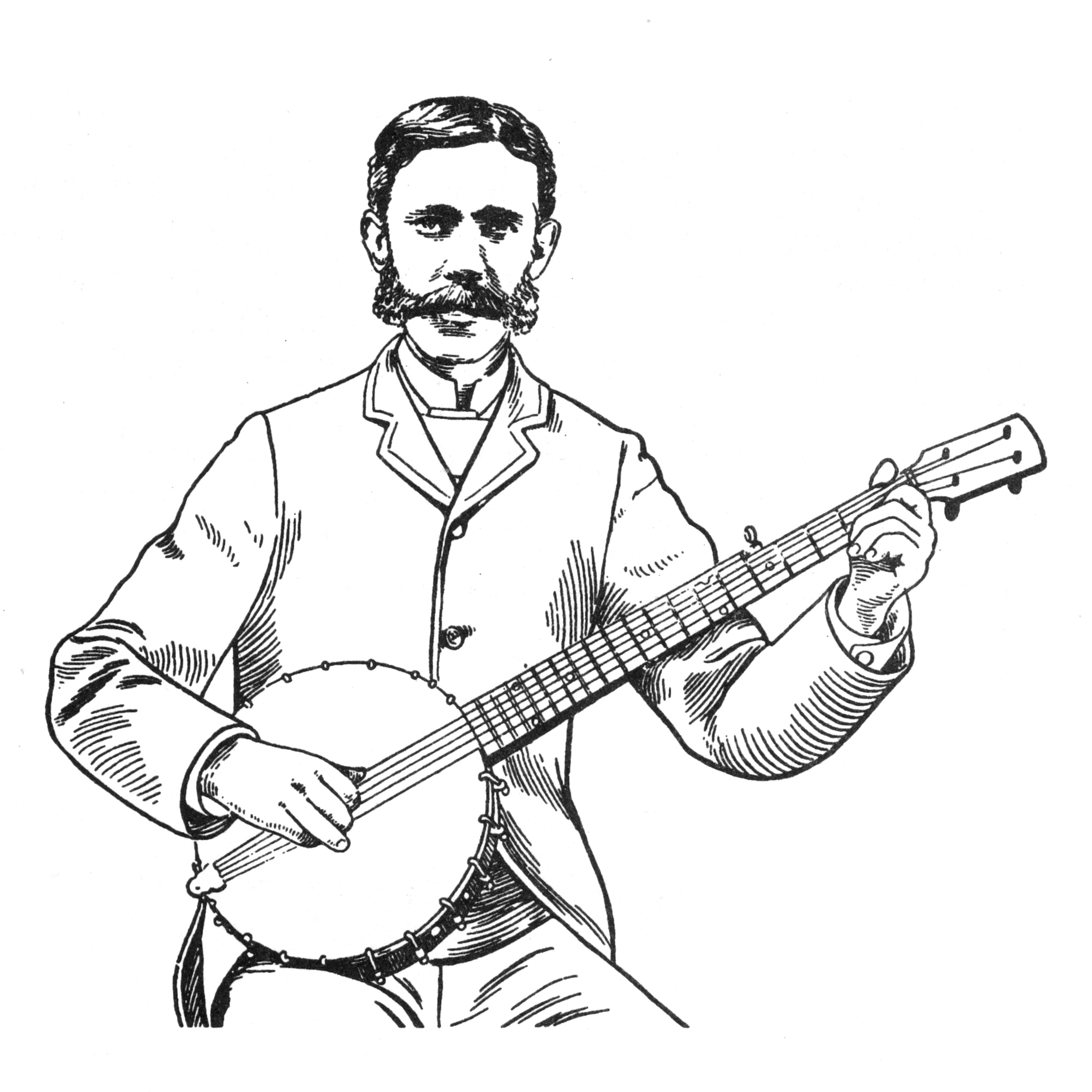
1882
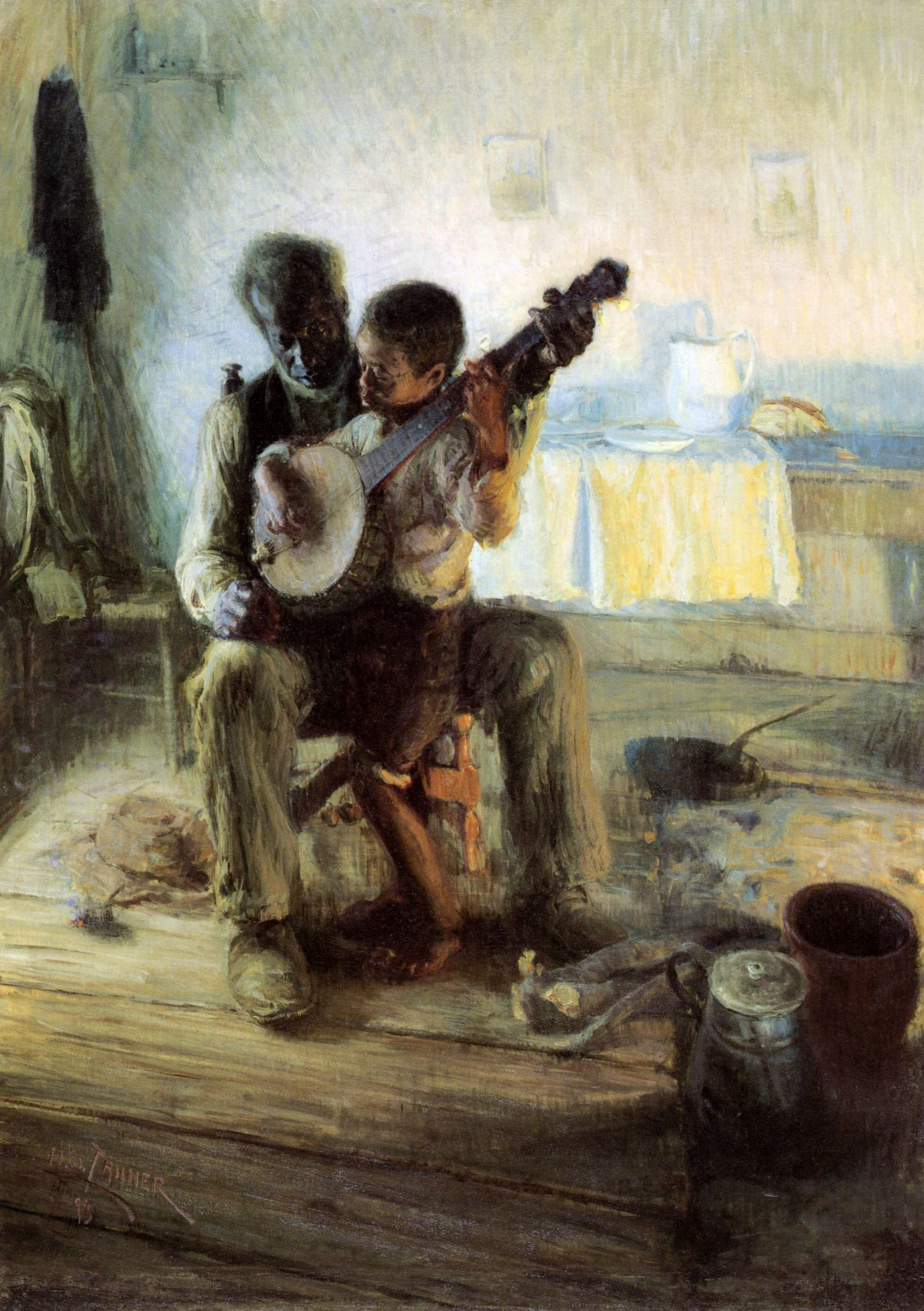
1893

## Weitere Musikinstrumente
Die folgenden Musikinstrumente werden ebenfalls als Banjo bezeichnet:
- Banjo, selbstgebautes Zupfinstrument in Sambia, das einem Banjo ähnelt
- Banjo in Pakistan, im Nordwesten Indiens Bulbultarang, ist eine Brettzither mit Tastatur